# Lustre (ameublement)
 (février 2025).
Pour les articles homonymes, voir lustre.

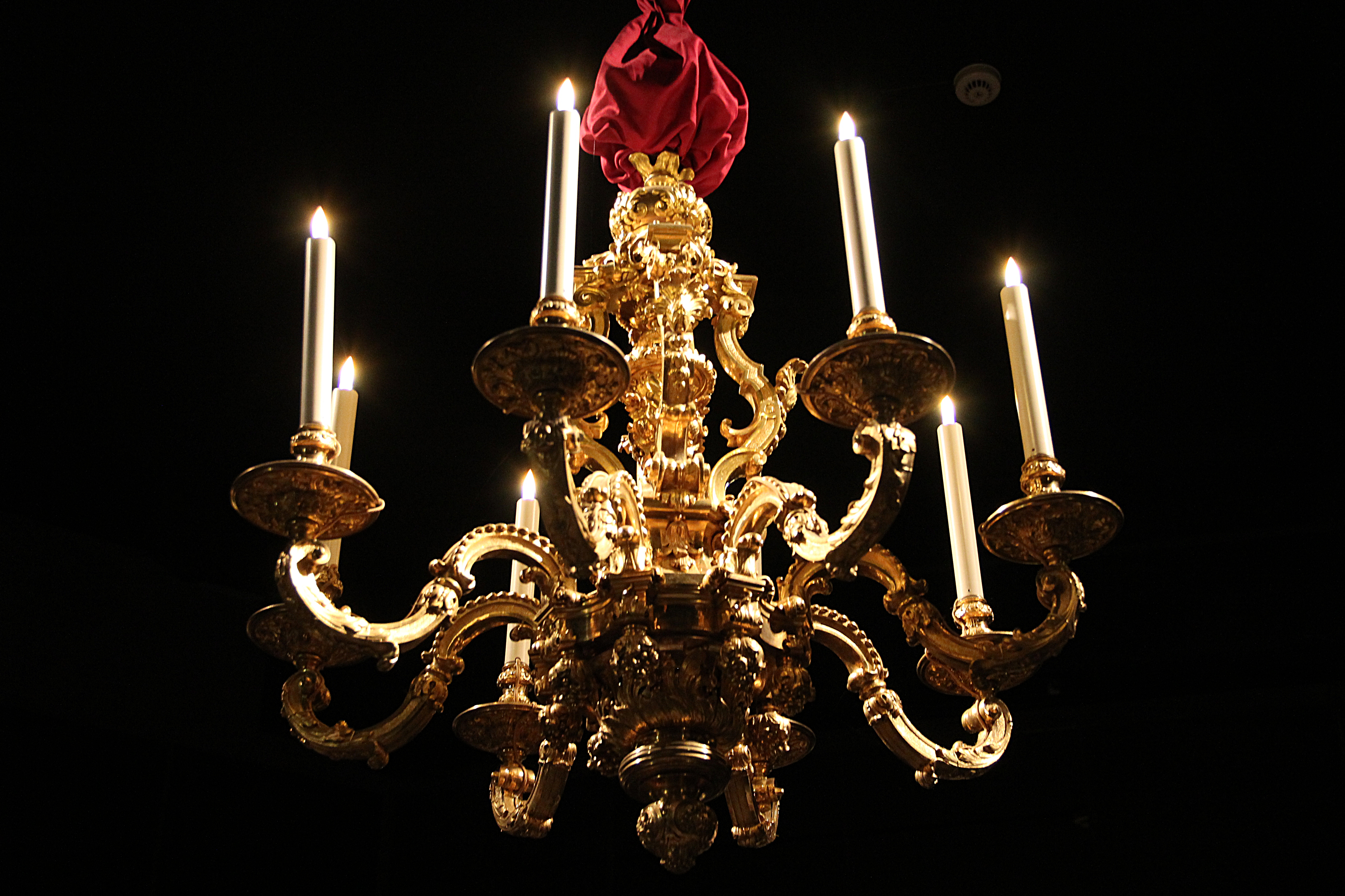
Lustre Louis XIV à monture en bronze doré réalisé par un bronzier anonyme entre 1860 et 1880, faisant partie des collections du musée de l'Histoire de France (Versailles).

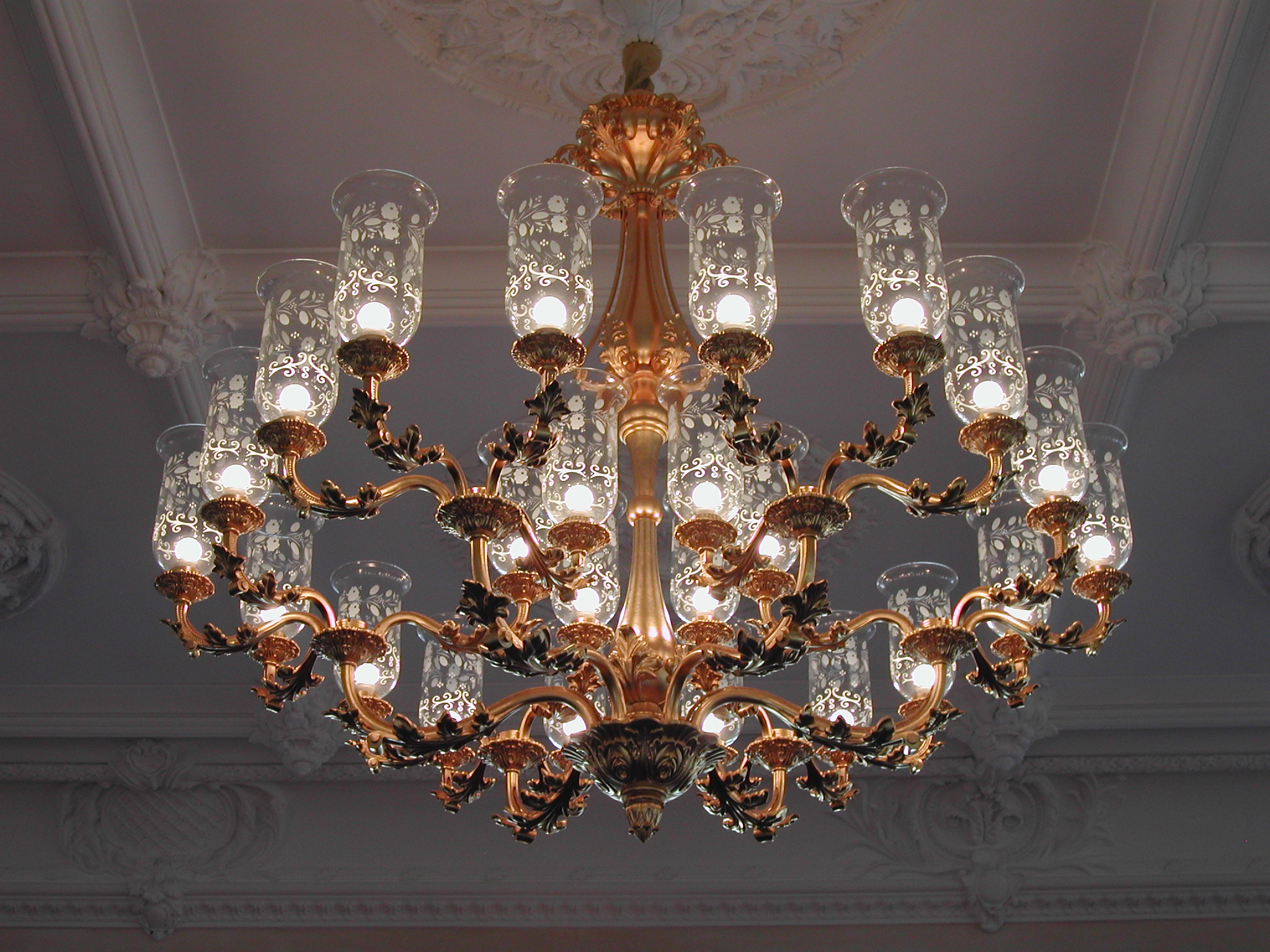
Lustre de la salle d'apparat de l'hôtel de ville de Saint-Denis de La Réunion.

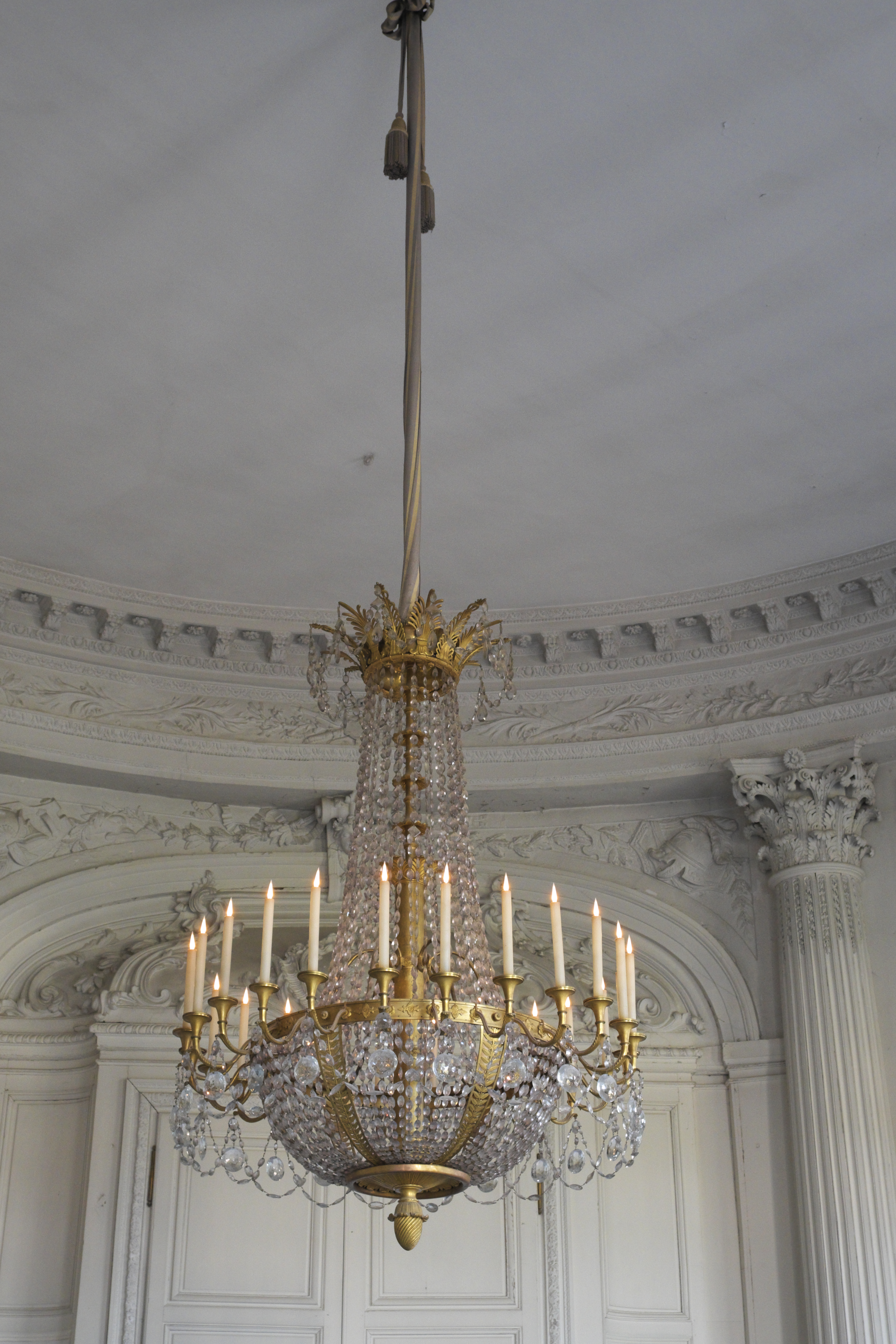
Lustre montgolfière à chaînettes (lacets) de grains et à décor de pampilles et guirlandes de perles.

Un lustre est un luminaire décoratif suspendu au plafond. De forme variée (lustre cage, corbeille, montgolfière, vasque), il peut être orné de pampilles en cristal qui réfractent la lumière sur l'ensemble de la pièce et en augmentent la clarté.
Les lustres ont été très utilisés dans les salles d'apparat des bâtiments prestigieux, les théâtres mais aussi dans les anciens bâtiments hauts de plafond. C'est pourquoi la plupart des lustres anciens installés dans des constructions modernes ont dû être raccourcis.

## Histoire du lustre

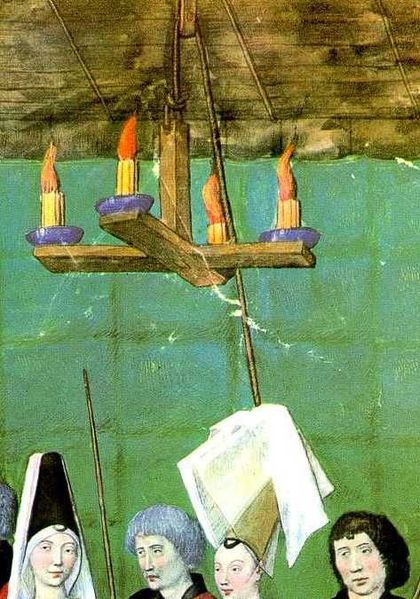
Lustre médiéval en bois. Tiré du Livre des tournois du roi René, 1460.

Au Moyen Âge, les lustres étaient en bois, en forme de croix avec un nombre variable de branches, et parfois un cercle périphérique pour rendre l'ensemble plus solidaire. Des bougies étaient disposées sur les branches. Les lustres étaient suspendus à une chaîne ou une corde. On devait les descendre pour les allumer et les éteindre.
À partir du XVe siècle, les lustres ont été construits en métal et les formes se sont diversifiées sur la base d'un cercle ou d'une couronne. Leur taille s'est agrandie et ils sont devenus symbole de luxe et de richesse.
Au XVIIIe siècle, avec la baisse du coût de fabrication des objets en cristal, les lustres se sont couverts de prismes et pendeloques en cristal et la taille des lustres s'est encore agrandie.
Au XIXe siècle, sont apparus des lustres où les bougies avaient été remplacées par un éclairage au gaz. Dès lors, il n'était plus nécessaire d'avoir à descendre le lustre pour l'allumer. À l'apparition de l'électricité à la fin XIXe siècle, on remplaça les bougies par des ampoules en cachant les soquets dans de fausses bougies.
Le plus grand lustre en cristal de Bohême a été offert par la reine Victoria, et se trouve à Istanbul dans la salle des cérémonies du palais de Dolmabahçe. Il pèse 4,5 tonnes et comporte 750 lampes. On trouve dans ce palais la plus grande collection au monde de lustres en cristal de Bohême et cristal de Baccarat.
Avec la généralisation de l'électricité, les lustres sont maintenant utilisés parfois simplement à titre décoratif et non plus en vue d'éclairer une pièce.

## Styles de lustres

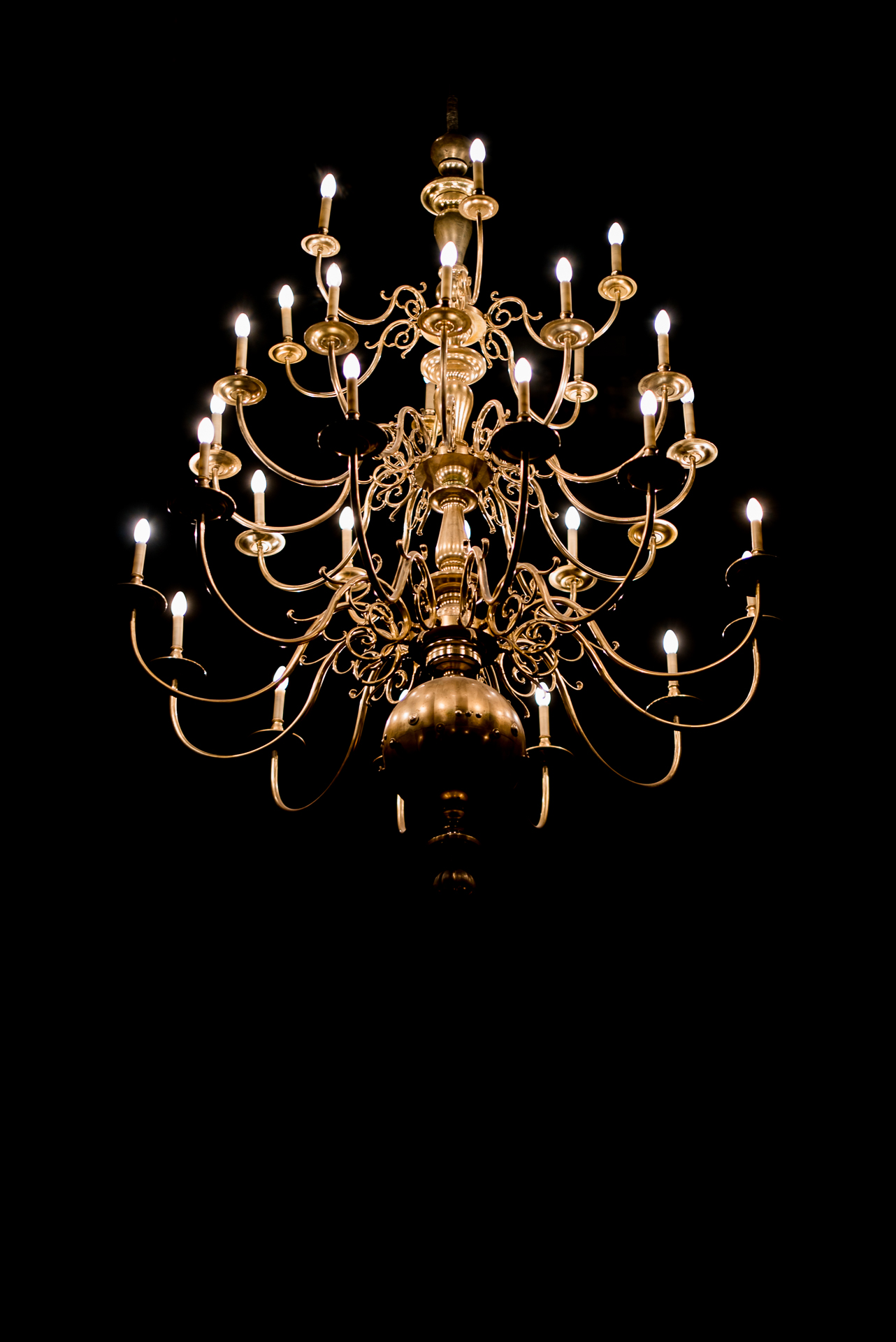
Lustre cage à lumières réparties sur trois étages.

Les lustres peuvent prendre de nombreuses formes, y compris les plus rustiques, comme un simple morceau de bois sur lequel on fixe des montants en fer forgé qui soutiennent les soquets, ou une forme de roue de chariot ou de gouvernail.
Il en existe de très riches pour lesquels les orfèvres et les cristalleries ont rivalisé d'ingéniosité pour inventer leurs décorations. Les lustres en cristal, et surtout ceux de bohème, bien que très baroques, restent encore très populaires alors que les lustres dorés à l'or fin le sont beaucoup moins, et ne sont plus fabriqués en grandes séries.
Une forme originale est le lustre montgolfière, ayant la forme d'une montgolfière inversée : étroit au sommet, s'élargissant en descendant pour former une cavité hébergeant les bougies ou les ampoules, et se terminant par une demi-sphère vers le bas.
Un type de lustre particulier se rencontre dans les églises les plus anciennes, qu'on appelle lampesier au Moyen Âge, dont la couronne de lumières est emblématique de la Cathédrale Notre-Dame de Paris (lustre à chandelles sur une pièce circulaire).
De nombreux lustres modernes sont équipés d'une télécommande, qui permet de contrôler le fonctionnement de la lampe, y compris en mode progressif,. Les lustres électriques peuvent être équipés d'un gradateur intégré ou externe ; vous pouvez rencontrer des interrupteurs avec éclairage intégré. Les lustres industriels de style rétro comprennent des ampoules ouvertes, des cadres en fil de fer et des abat-jour en métal.  
Les lustres de style loft sont presque toujours en métal, en plastique dépoli, avec des ampoules transparentes et des luminaires "à la vue de tous". 
Le plus grand lustre, mesurant 47,7 m x 29,2 m x 28,3 m, a été nommé Assima Pearls, éclairant l'intérieur du centre commercial Assima Mall (en) dans la capitale du Koweït, et achevé le 29 août 2022,. Auparavant[Quand ?], le plus grand lustre était considéré comme celui de Doha, au Qatar, avec un diamètre de 12 m, une hauteur de 16 m et un poids de 18 tonnes.

## Galerie

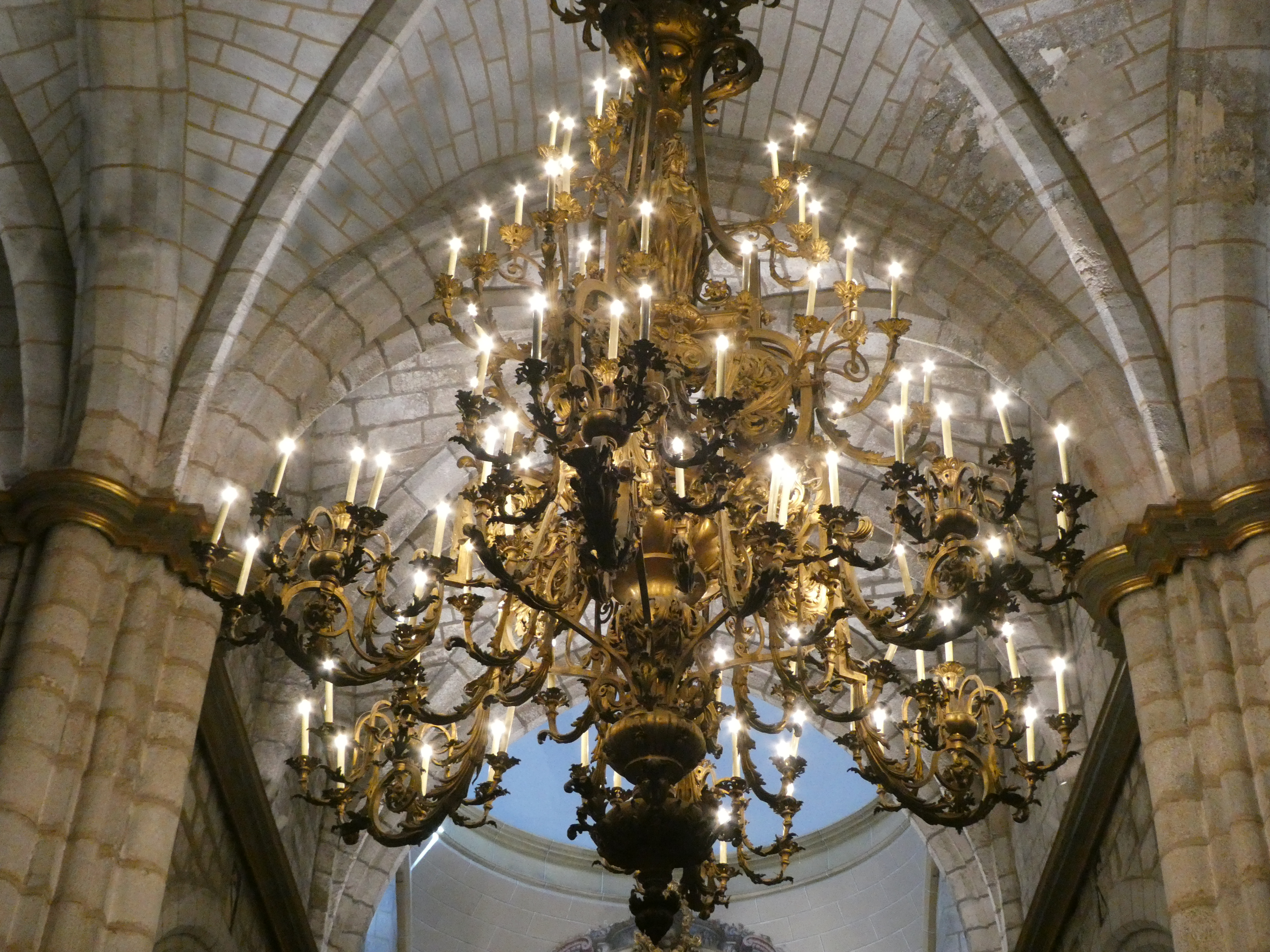
Grand lustre de la Cathédrale de Badajoz, en bronze doré, XIXe siècle. Espagne.
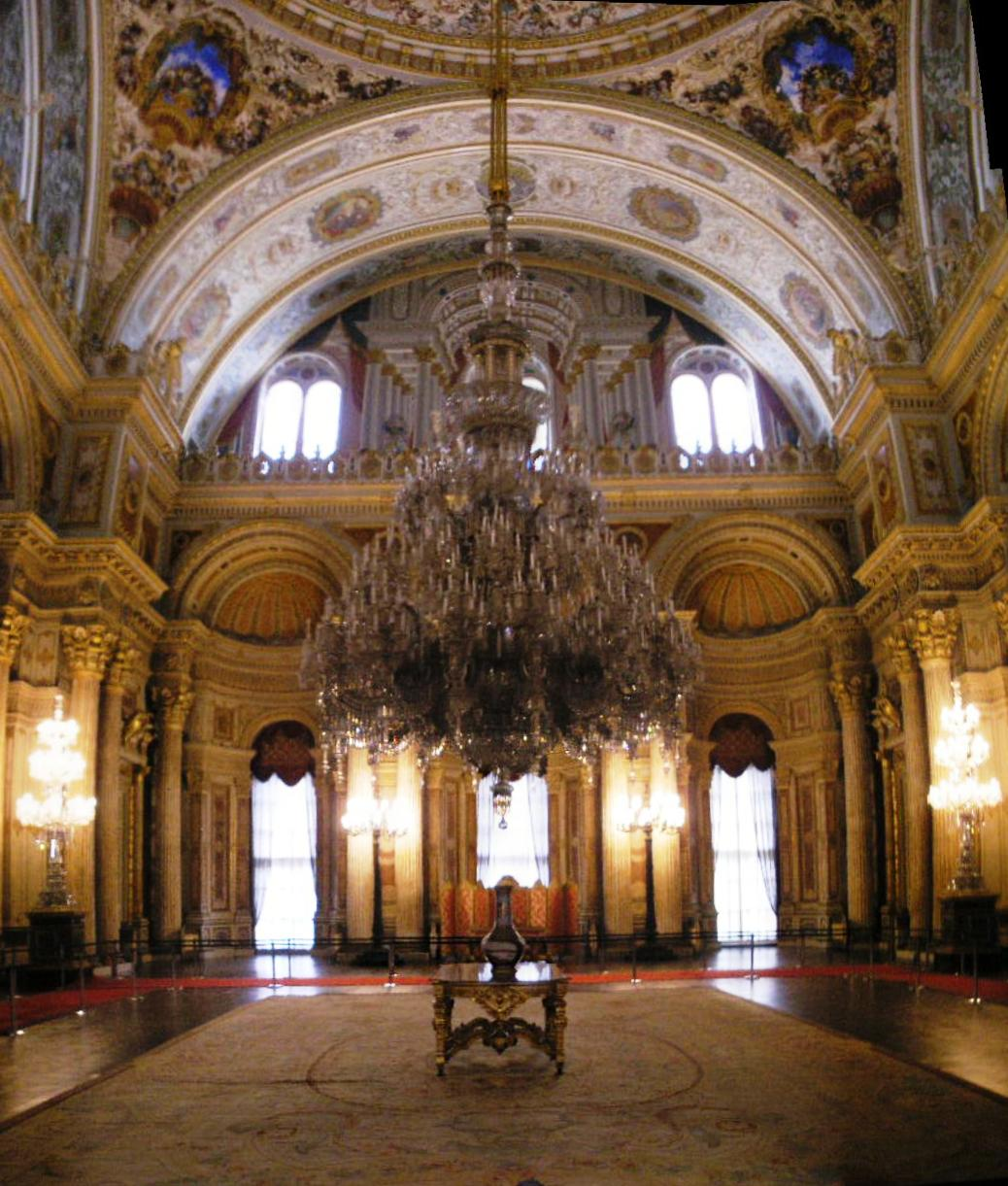
Le lustre du Palais de Dolmabahçe.
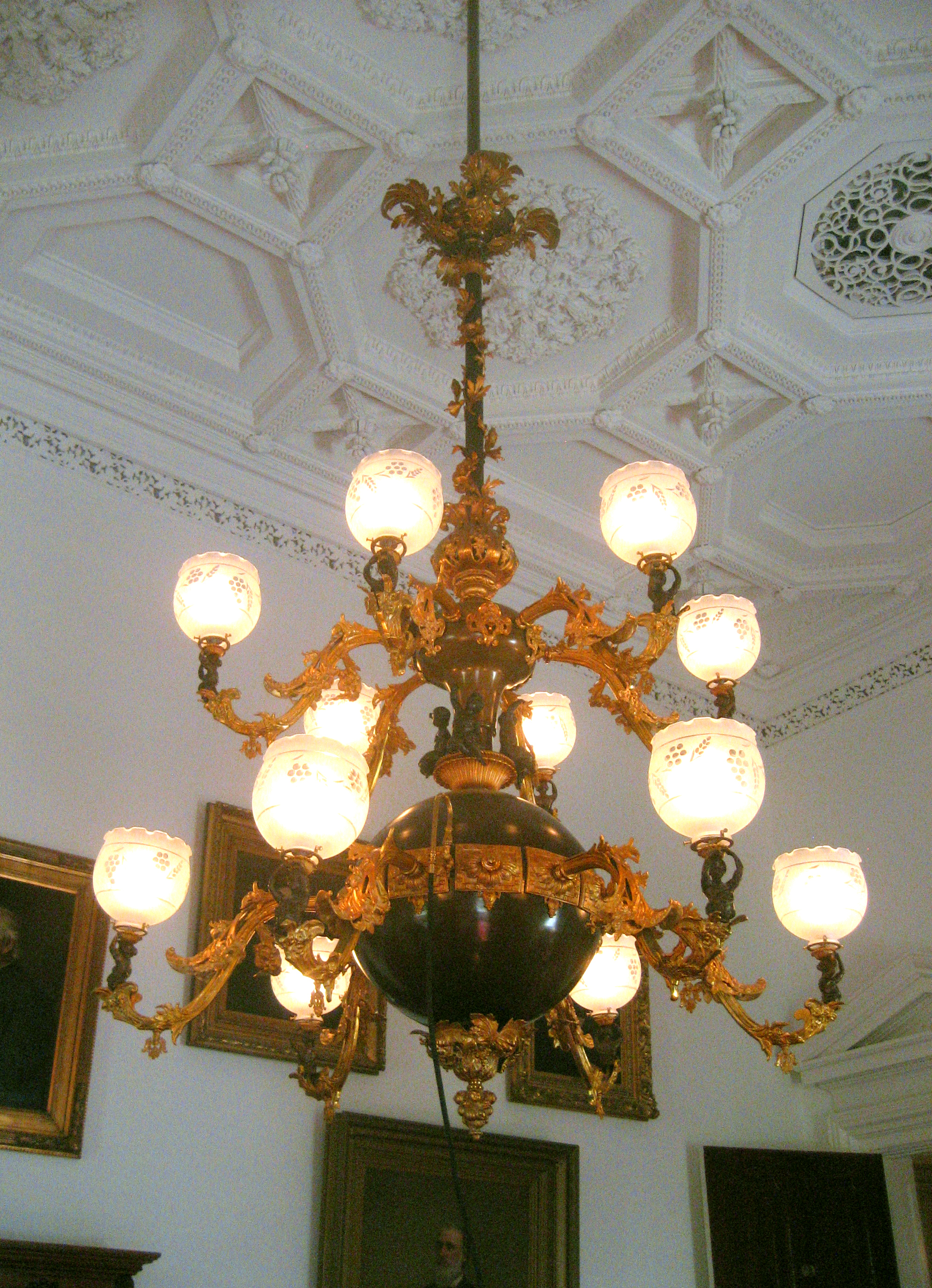
Lustre à éclairage au gaz (1858 env.), maintenant électrifié à Montpelier, capitale de l'État du Vermont.
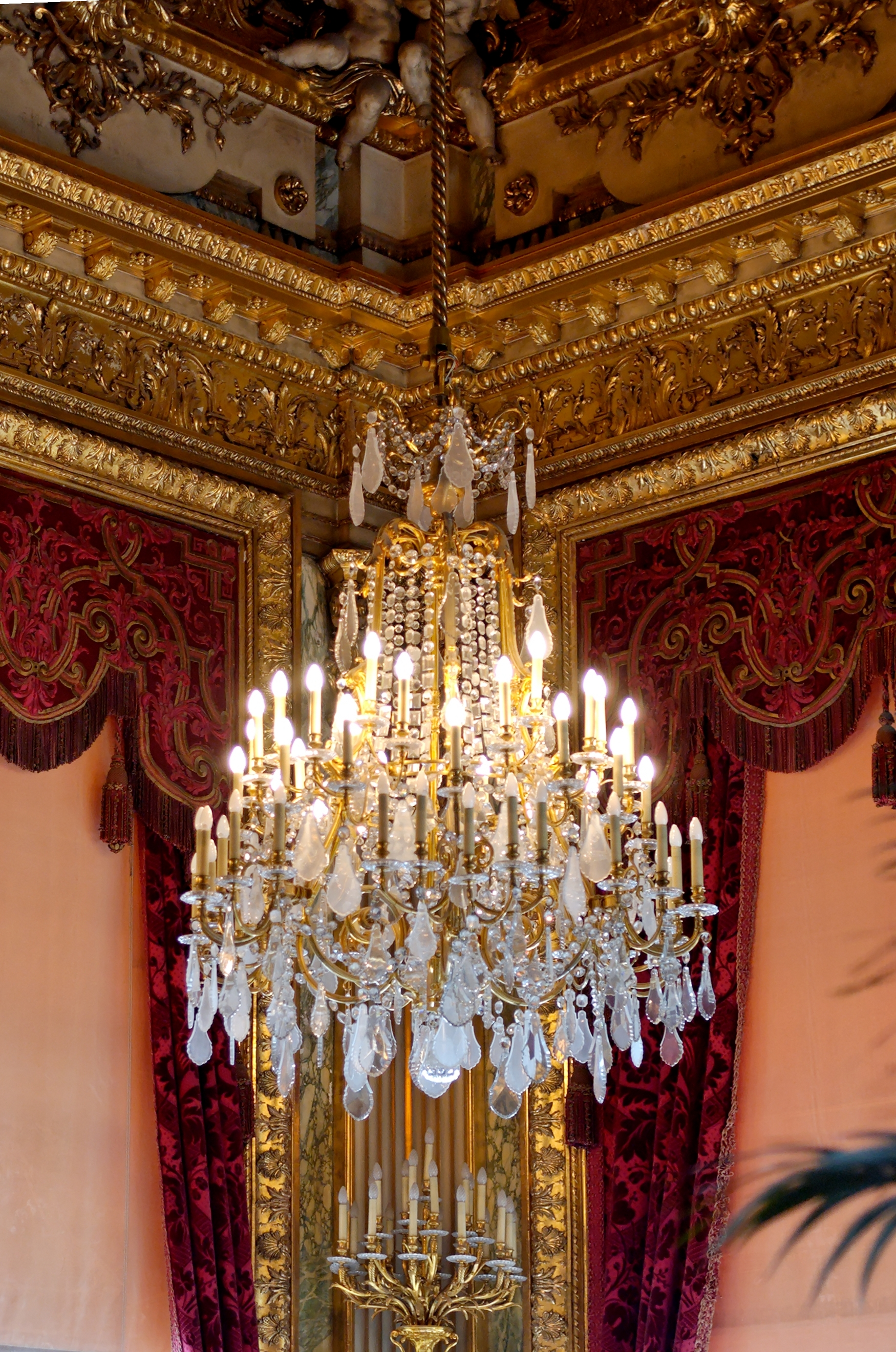
Lustre du Second Empire de style néo-baroque dans les appartements de Napoléon III au Palais du Louvre.
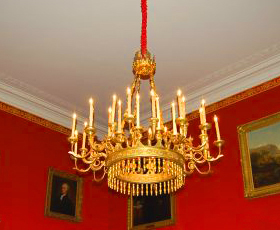
Lustre en bois doré de style Empire du salon rouge de la Maison-Blanche.
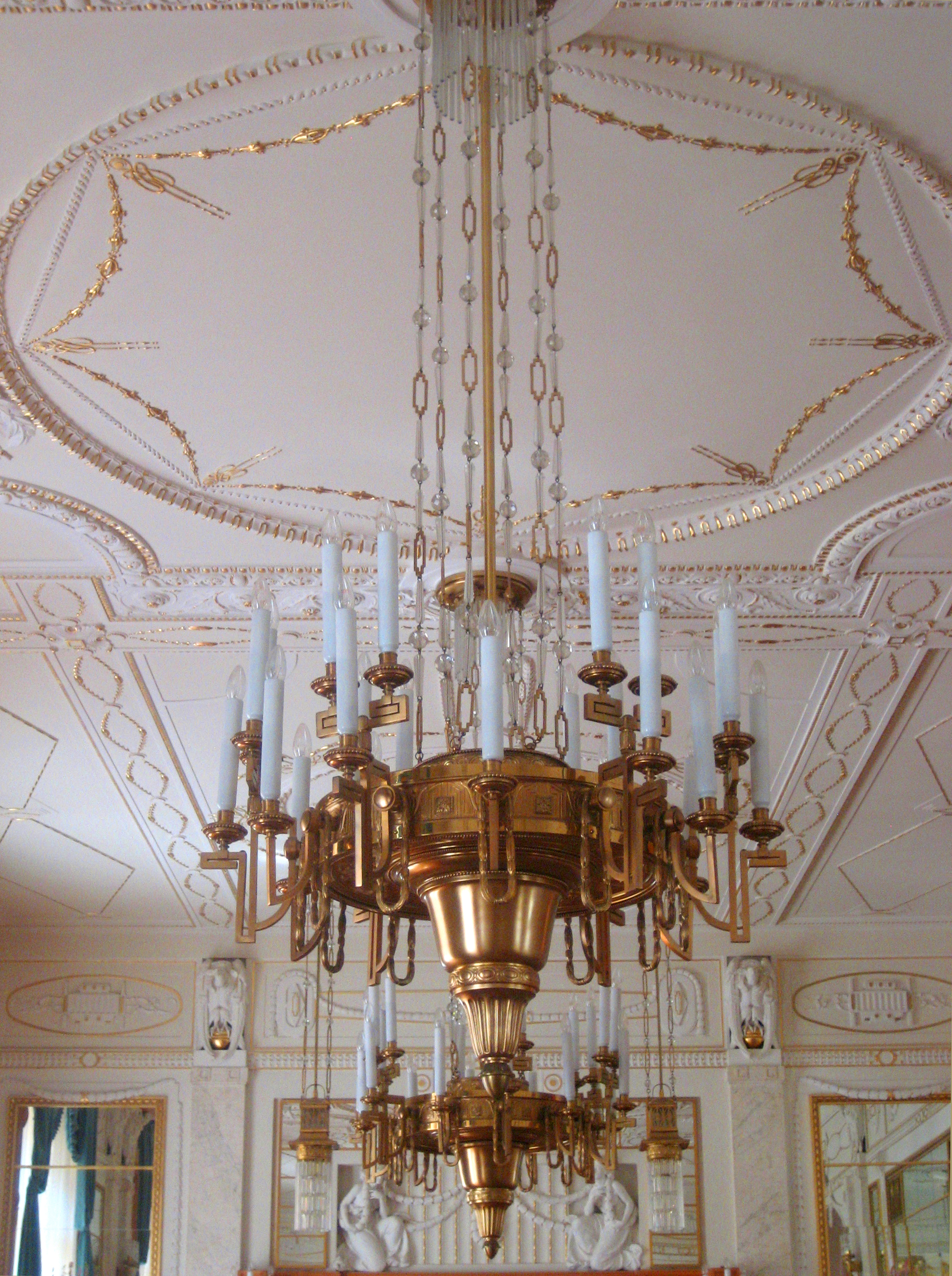
Lustre de style Art Nouveau (1910 env.) à la mairie de Prague, République tchèque.
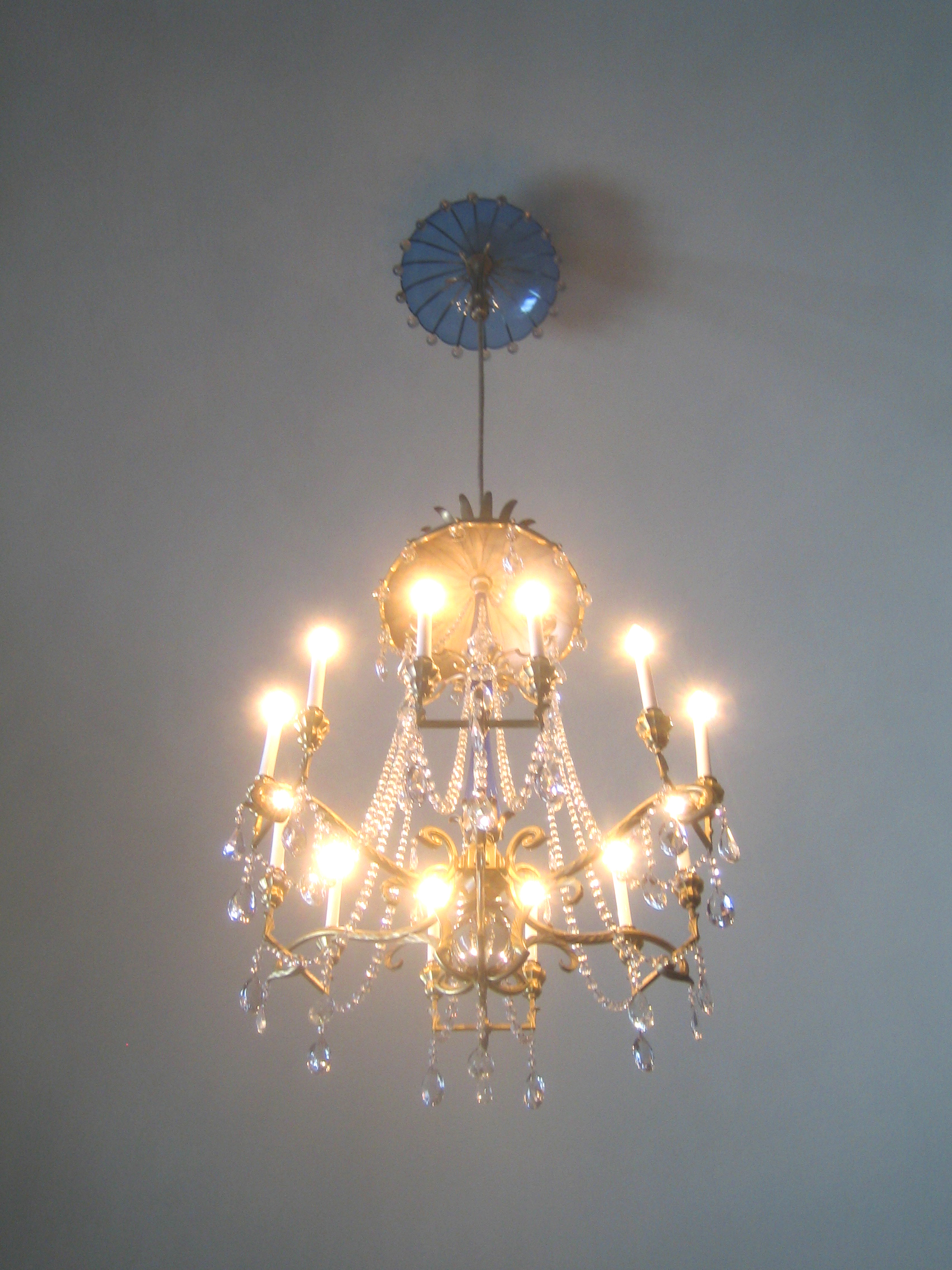
Lustre de 1920 env. à la mairie de Stockholm.
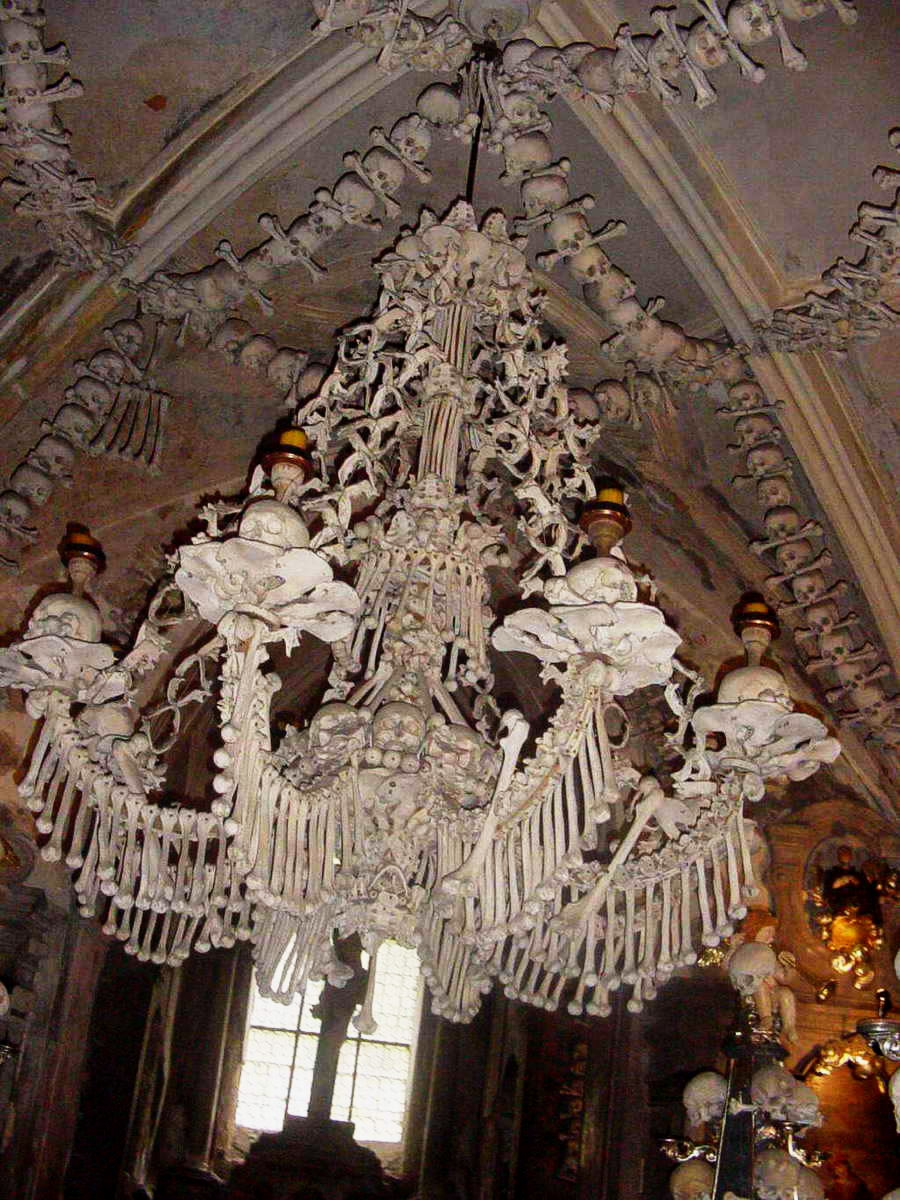
Lustre fait d'os et de crânes de l'Ossuaire de Sedlec, République tchèque.
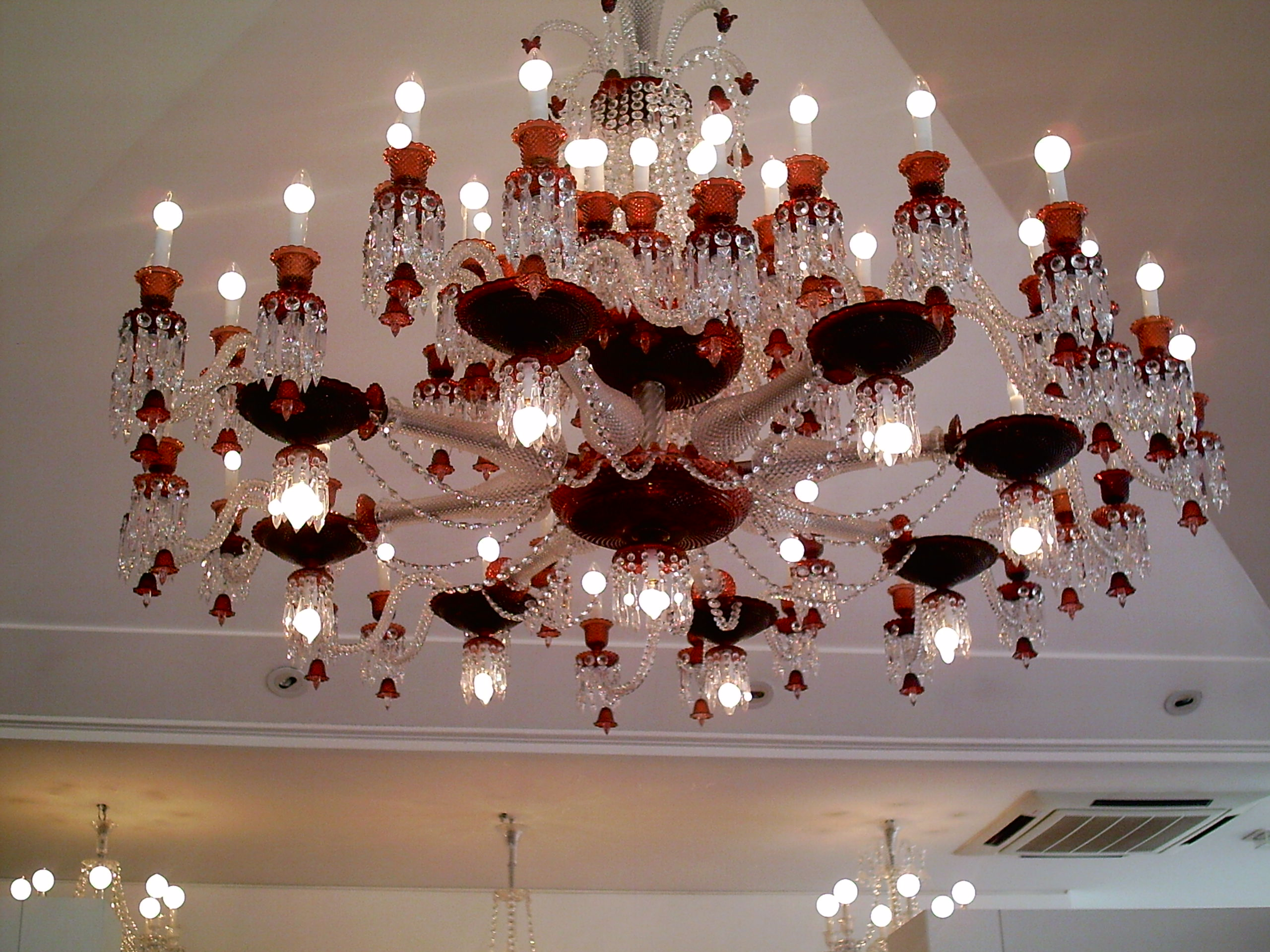
Lustre en cristal de Baccarat.
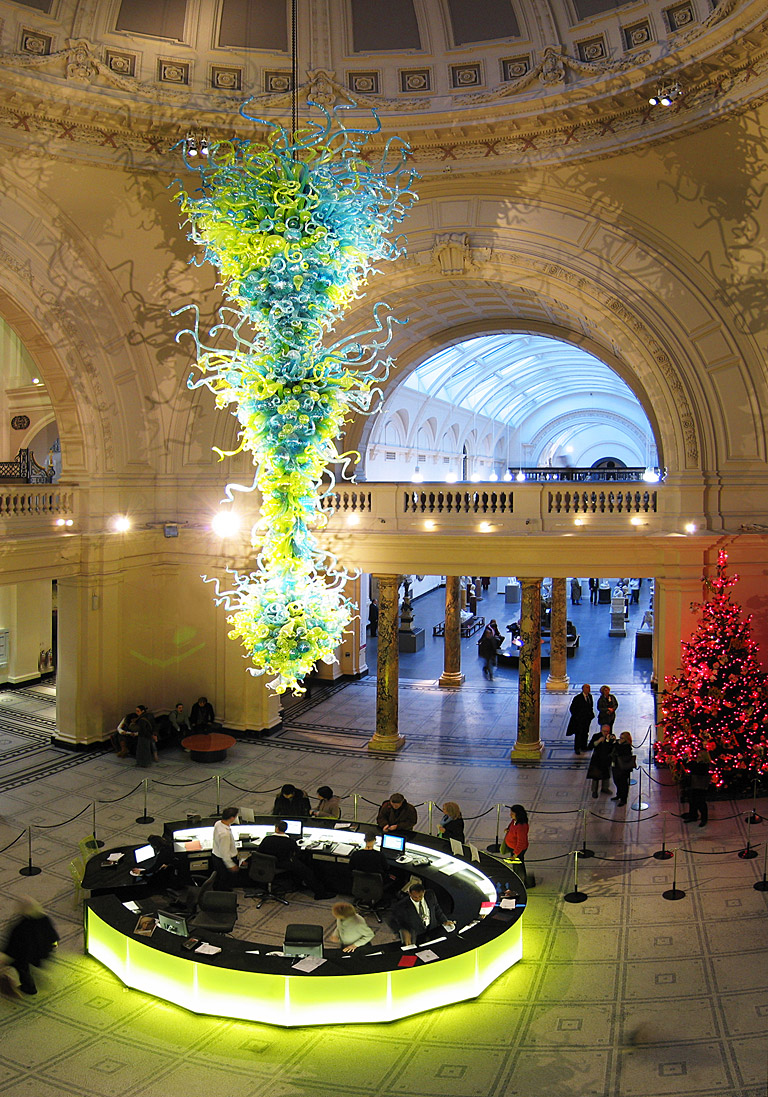
Lustre contemporain (2000) de 10 m de haut dans l'entrée du Victoria and Albert Museum.
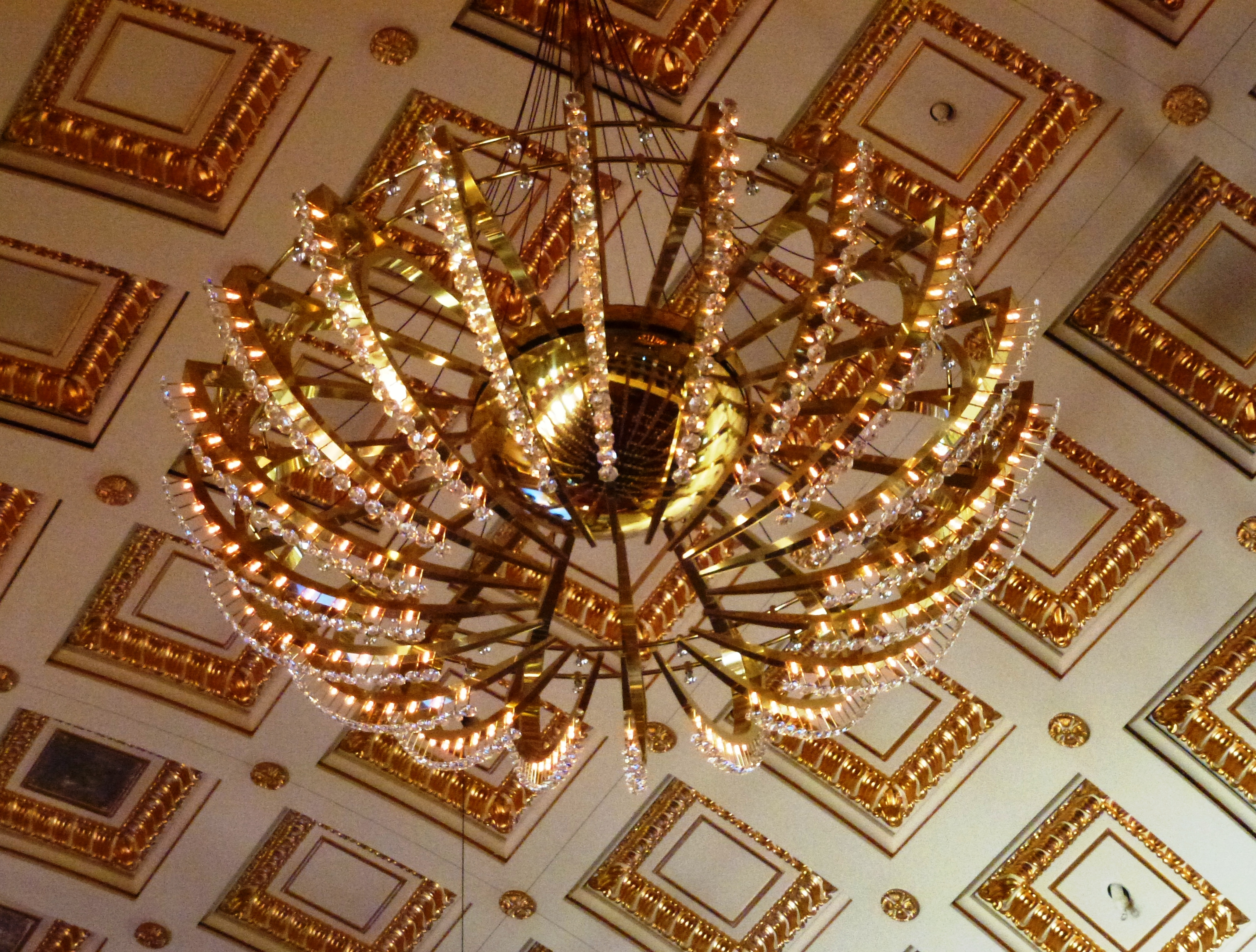
Au Kurhaus de Baden-Baden, Allemagne.

## Lustrerie et musée de lustres
- Mathieu Lustrerie (entreprise labellisée Entreprise du patrimoine vivant[10] depuis 2007) et Musée de lustres[11] de Régis Mathieu, Gargas (Vaucluse).
- Établissement de Chant-Viron, (entreprise labellisée Entreprise du patrimoine vivant depuis 2015).